# Вазуза
Вазуза (рус. Вазуза) река је у европском делу Русије која протиче преко територије Смоленске и Тверске области и десна је притока реке Волге и део басена реке Каспијског језера. 
Извире у северним деловима Смоленског побрђа, недалеко од села Марино у Вјаземском рејону Смоленске области. Углавном тече у смеру североистока и након 162 km тока улива се у реку Волгу, као њена десна притока код града Зупцова, у Тверској области. Укупна површина сливног подручја Вазузе је 7.120 km². Под ледом је од новембра до априла. 
На око 3 km низводно од ушћа налази се велика брана којом је формирано вештачко Вазуско језеро. Градњом ове бране потопљена је цела долина уз реку све до ушћа река Јаузе и Гжат које су уједно и њене најважније притоке. Важније притоке су још и Шешма и Осуга. Цела долина је део Вазуског хидросистема.